# Lophostachys
Lophostachys es un género de plantas con flores perteneciente a la familia Acanthaceae. El género tiene 5 especies herbáceas aceptadas.

## Taxonomía
El género fue descrito por  Johann Baptist Emanuel Pohl y publicado en Plantarum Brasiliae Icones et Descriptiones 2: 93. 1830. La especie tipo es:  Lophostachys villosa Pohl.

## Especies aceptadas deLophostachys
- Lophostachys chiapensis Acosta Cast.
- Lophostachys guatemalensis Donn.Sm.
- Lophostachys soconuscana T.F.Daniel
- Lophostachys uxpanapensis Acosta Cast.
- Lophostachys zunigae C.Nelson